# Paralo
La Paralo (in greco antico: Πάραλος?, "marittima", che doveva il suo nome al mitico figlio di Poseidone) era una nave sacra ateniese, una trireme messaggera del periodo classico durante il V secolo a.C.  Il suo equipaggio, noto per la sua forte simpatia per la democrazia ateniese, svolse un ruolo importante in diversi episodi della guerra del Peloponneso.

## Storia
La Paralo appare più spesso di qualsiasi altra nava in campo letterario e epigrafico in fonti del periodo classico; Trasportò quasi tutte le missioni diplomatiche ateniesi, registrate da fonti, del V e IV secolo a.C., e sembra che per la maggior parte di queste missioni, il tesoriere (tamias) della Paralo funse da ambasciatore capo.
L'equipaggio della Paralo (paraloi) era noto per la sua eccezionale forza nel portare avanti la democrazia; la sua notevole unità su questo aspetto può indicare che era composto da membri di un singolo ghenos detto paraloi. Questo equipaggio fu determinante nel prevenire un colpo di Stato oligarchico a  Samo nel 411 a.C. Tornando in patria per portare le notizie di questa manifestazione ad Atene, scoprirono che proprio ad Atene era avvenuto un colpo di Stato oligarchico e vennero imprigionati; un membro dell'equipaggio riuscì a fuggire e portò la notizia di questo evento alla flotta di Samo, iniziando un periodo di aperta divisione tra la città e la sua flotta.
Nel 405 a.C., la Paralo fu una delle dieci navi che scamparono al disastro ateniese alla Battaglia di Egospotami con Conone; venne poi inviata ad informare Atene della sconfitta, mettendo al suo arrivo nel panico tutta la città.